# Sheyi Ojo
Oluwaseyi Ojo (Hemel Hempstead, Inglaterra, 19 de junio de 1997) es un futbolista inglés que juega en la posición de extremo en el N. K. Maribor de la Primera Liga de Eslovenia.

## Trayectoria
Sheyi Ojo fue cedido al Wigan Athletic en febrero de 2015. Allí debutó profesionalmente ante Bournemouth el 7 de febrero de 2015.
En agosto de 2015, fue nuevamente cedido, esta vez al Wolverhampton. Volvió al conjunto 'red' el 7 de enero de 2016.
El primer partido con la camiseta del Liverpool fue ante Exeter City el 8 de enero del mismo año, por tercera ronda de la FA Cup. Como este encuentro terminó 2-2, jugaron nuevamente otro partido a modo de desempate. Allí, Ojo marcó su primer gol, precisamente el 20 de enero de 2016.

## Clubes
| Club                                   | País       | Año       |
| -------------------------------------- | ---------- | --------- |
| Liverpool F. C.                        | Inglaterra | 2015-2022 |
| Wigan Athletic F. C. (cedido)          | Inglaterra | 2015      |
| Wolverhampton Wanderers F. C. (cedido) | Inglaterra | 2015      |
| Fulham F. C. (cedido)                  | Inglaterra | 2017-2018 |
| Stade de Reims (cedido)                | Francia    | 2018-2019 |
| Rangers F. C. (cedido)                 | Escocia    | 2019-2020 |
| Cardiff City F. C. (cedido)            | Gales      | 2020-2021 |
| Millwall F. C. (cedido)                | Inglaterra | 2021-2022 |
| Cardiff City F. C.                     | Gales      | 2022-2024 |
| K. V. Kortrijk (cedido)                | Bélgica    | 2023-2024 |
| N. K. Maribor                          | Eslovenia  | 2024-     |